# Besuch bei van Gogh
Besuch bei van Gogh ist ein deutscher Science-Fiction-Film des DEFA-Studios für Spielfilme von Horst Seemann aus dem Jahr 1985, frei nach der Erzählung Vincent van Gogh von Sewer Gansowski.

## Handlung
Im 22. Jahrhundert stellt die Ärztin und Professorin auf dem Spezialgebiet der Neuroendokrinologie Marie Grafenstein fest, dass fast alle ihrer Freunde und Bekannten an der atmosphärischen Staubkrankheit gestorben sind. Das ist für sie der Anlass, der Ursache auf den Grund zu gehen, wozu sie ein Labor und jede Menge an Energieeinheiten, das Zahlungsmittel dieses Jahrhunderts, benötigt. Bei der Beschaffung soll ihr der alte Freund Amadeus Bergk helfen, den sie nur über einen Chefkoordinator erreichen kann. Da dieser ebenfalls an der Staubkrankheit leidet, erhält sie die Adresse ihres Freundes, um bald mit den Forschungen beginnen zu können. Doch Amadeus kann zwar die Labore zur Verfügung stellen, hat aber keine Energieeinheiten, um das Vorhaben zu finanzieren. Da kommt ihm die Idee, Marie mittels einer Zeitschleife, die seit 20 Jahren verboten ist, in das Jahr 1896 zu schicken. Dort soll sie Bilder des Malers Vincent van Gogh aufkaufen, die zu dieser Zeit noch keinen Wert besitzen, für die man aber heute, durch deren Verkauf, die erforderliche Menge an Energieeinheiten erhalten würde.
Marie bereitet sich auf den Weg in das 19. Jahrhundert vor, erhält die entsprechende Kleidung und Geld. Begleitet wird sie auf dieser Reise von Amadeus Assistentin Kati, damit ihr Auftritt als reiche Dame aus Amerika glaubhafter wird. Ohne Problem erreichen sie Paris und wundern sich nur, dass keiner der Befragten Vincent van Gogh kennt. Sie finden das Haus der Schwägerin Vincents und Kunstsammlerin Johanna van Gogh und wollen ihr eines oder mehrere Bilder abkaufen, was sie aber mit aller Entschiedenheit ablehnt. Bevor beide wieder in das 22. Jahrhundert zurückkehren, nehmen sie noch mehrere frische Blumen mit, da es solche in ihrer Zeitrechnung nicht mehr gibt. Eine weitere Reise führt sie im April des Jahres 1885 nach Holland, um ein Bild dem Maler persönlich abzukaufen. Sie lernen ihn kennen und er nimmt sie mit in sein Atelier, wo Marie sich das Bild Die Kartoffelesser aussucht, das er gerade erst gemalt hat und weshalb sie noch zwei Tage warten müssen, bis sie es mitnehmen können. Van Gogh verlangt 125 Gulden, doch Marie will ihm 1000 Gulden bezahlen, was er generell ablehnt. Nach ihrer Rückkehr stellen sie fest, dass das Bild nicht das allseits bekannte ist, denn das hängt immer noch im Museum, sondern er muss es ein zweites Mal gemalt haben, weshalb es auch nicht den erwarteten Gewinn bringen wird. Eine erneute Reise im Jahr 1889 wird erforderlich. Bei diesem Einsatz wird den zwei Frauen von dem Chefkoordinator eine blonde Frau zur Seite gestellt, die  unauffällig über sie wachen soll.
Vincent befindet sich inzwischen im südfranzösischen Arles und will dort mit anderen Malern gemeinschaftlich leben und arbeiten. Doch nur Paul Gauguin folgt seinem Ruf, der aber bereits nach zwei Monaten wieder abreist, nachdem sich van Gogh ein Teil seines Ohres abgeschnitten hat. Dieser hat vermehrt Zweifel an seiner Kunst, was Marie, die ihn zu lieben beginnt, ihm während ihres Besuchs versucht auszureden. Nach längeren Gesprächen sagt sie ihm, dass sie noch einmal zwei Bilder bei ihm kaufen will, die er aber erst von seinem Bruder Theo van Gogh aus Paris kommen lassen muss. Nach fünf Tagen sind die Bilder eingetroffen und Marie kann sie aus einem Krankenhaus, in das van Gogh auf Grund von Beschwerden mehrerer Bürger eingewiesen wurde, abholen. Wieder zurück im 22. Jahrhundert erhält Kati von Amadeus den Auftrag, die mitgebrachten Gemälde einem Museum zu verkaufen. Dort wird aber festgestellt, dass die Bilder nicht so alt sind, wie sie sein müssten und werden deshalb als Fälschungen bezeichnet. Marie und Amadeus haben vergessen, dass sie ja gerade erst frisch gemalt wurden.
Marie beschäftigt sich seit ihrer Rückkehr mit den Selbstmordgedanken van Goghs, was sogar Amadeus bemerkt. Sie stellt auch fest, wieder menschliche Gefühle zu haben und zu träumen, Erlebnisse, die in diesem Jahrhundert eigentlich nicht mehr auftreten. Deshalb will sie noch einmal zurück in das Jahr 1890 und besucht ihn in Auvers, wo er mit Unterstützung von Dr. Gachet in einen wahren Schaffensrausch verfallen ist. Hier gesteht Marie dem Maler die wahre Geschichte ihrer Besuche und dass er viele Jahre später ein berühmter, anerkannter Künstler sein wird.
Während eines gemeinsamen Essens bei Dr. Gachet will van Gogh ein bestimmtes Bild suchen, die der Doktor in einem Nebenraum gelagert hat und findet dabei durch Zufall eine Pistole, die er einsteckt. Als er später ohne sein Malzeug in einem Kornfeld verschwindet, will Marie hinter ihm herlaufen, doch die blonde Aufpasserin gibt sich zu erkennen, und hält Marie davon ab, den Selbstmord zu verhindern. Sie bringen ihn noch in sein Quartier, wo Marie bis zum Eintreffen Theos am Sterbebett sitzt und seine Hände hält. Obwohl Vincent van Gogh nicht mehr lebt, lehnt Marie es ab, ins 22. Jahrhundert zurückzukehren. Sie hat Gefallen an der natürlichen Zeit gefunden.

## Produktion und Veröffentlichung
Besuch bei van Gogh wurde von der Künstlerischen Arbeitsgruppe „Roter Kreis“ mit der Unterstützung der Allianz-Filmproduktion GmbH auf ORWO-Color unter dem Arbeitstitel Zeitschleife gedreht und hatte seine Uraufführung am 10. Oktober 1985 im Berliner Kino International. Im Fernsehen der DDR wurde der Film das erste Mal am 25. November 1987 im 1. Programm gezeigt.
Die Dramaturgie lag in den Händen von Christel Gräf und das Szenarium schrieben Heinz Kahlau und Horst Seemann. Gedreht wurde an den Originalschauplätzen in Frankreich und Holland.

## Synchronisation
| Rolle              | Darsteller          | Synchronsprecher |
| ------------------ | ------------------- | ---------------- |
| Marie Greifenstein | Grażyna Szapołowska | Gisela Büttner   |

## Kritik
Ursula Meves äußerte sich im Neuen Deutschland folgendermaßen:

„Wie in der literarischen Vorlage wird zwar die Spanne von Jahrhunderten mittels einer ‚Zeitschleife‘ und darum ohne alle Komplikationen überwunden, aber offensichtlich gab es Schwierigkeiten, den Stoff mit der gleichen souveränen Heiterkeit wie im Buch auf der Leinwand zu präsentieren. Im Gegensatz zur amüsanten Gansowskischen Komödie mit ihrem aufmunternden Blick auf Vergangenheit und Zukunft ist hier eine Vision des 22. Jahrhunderts inszeniert, vor der es einen leicht grausen kann.“

Das Lexikon des internationalen Films schreibt über den Film, dass es sich um einen konfus erzählten, wenig spannenden und bescheidenen utopischen Film handelt, dem es an Fantasie und Humor mangelt.